# 四炮棋
四炮棋，是中國的兩人棋類，具炮棋與夾棋的吃法。

## 棋具
- 棋盤為五乘三縱橫線交叉，共十五個棋點。

- 棋子各方有六枚，以兩色區分敵我。

## 規則
- 初始布置為各棋置於己方的最底線與次底線的最右側。
- 每方輪流動一己棋，沿線移動一格；或是沿線跳過鄰點的一枚己棋到同一直線有敵棋在的次鄰點，並把該敵棋移出棋盤。
  - 無論何種行動，當己棋進入同實線兩枚敵棋的空鄰點，將該兩枚敵棋移出棋盤。
- 將敵棋剩下一枚即獲勝[1]。